# Andrea Šušnjara
Andrea Šušnjara (translittération française : Andréa Chouchniara) est une chanteuse croate.

## Carrière musicale
Andrea Šušnjara commence à chanter à l'âge de trois ans. Elle devient connue du grand public en 2004 à l'occasion du concours Dora de la chanson.
Elle représente la Croatie en duo avec Igor Cukrov lors de la seconde demi-finale du Concours Eurovision de la chanson à Moscou, le 14 mai 2009, avec la chanson  "Lijepa Tena" (Belle Tena). Qualifiés pour la finale, ils terminent à la 18e place.
En 2010 elle rejoint le groupe Magazin dont elle devient la chanteuse.